# Кастелланія (Валлетта)
35°53′49″ пн. ш. 14°30′45″ сх. д. / 35.89694° пн. ш. 14.51253° сх. д.
Кастелланія (мальт. Il-Kastellanija ; італ. La Castellania), також відомий як палац Кастелланія (мальт. Il-Palazz Kastellanja, італ. Palazzo Castellania), колишня будівля суду та в'язниця у Валетті, Мальта, де зараз розміщується міністерство охорони здоров'я країни. Він був побудований орденом Святого Іоанна між 1757 і 1760 роками на місці попередньої будівлі суду, яка була побудована в 1572 році.
Будівля була побудована в стилі бароко за проектом архітектора Франческо Зерафа, а завершена Джузеппе Бонічі. Це відома будівля на Мерчантс-стріт із вишуканим фасадом із вишуканим мармуровим центром. Особливості інтер'єру включають колишні судові зали, каплицю, тюремні камери, статую Леді Справедливості на головних сходах і ошатний фонтан у дворі.
З кінця 18-го до початку 19-го століття будівля також була відома під різними іменами, включаючи Палаццо дель Трибунале, Палац правосуддя та Гран-корте делла Валлетта. До середини 19 століття будівлю вважали занадто малою, і суди поступово перенесли до Auberge d'Auvergne між 1840 і 1853 роками. Потім Кастелланію закинули, а згодом перетворили на виставковий центр, будинок для оренди і школу.
У 1895 році будівлю було переобладнано під Головне управління Департаменту охорони здоров'я. Зрештою наступником департаменту стало Міністерство охорони здоров'я Мальти, яке досі розташоване в Кастелланії. На першому поверсі будівлі розташовано кілька магазинів, а речі лабораторії сера Фемістокла Замміта тепер розміщені на другому поверсі та відкриті для публіки за попереднім записом як Музей бруцельозу.

## В'язниця

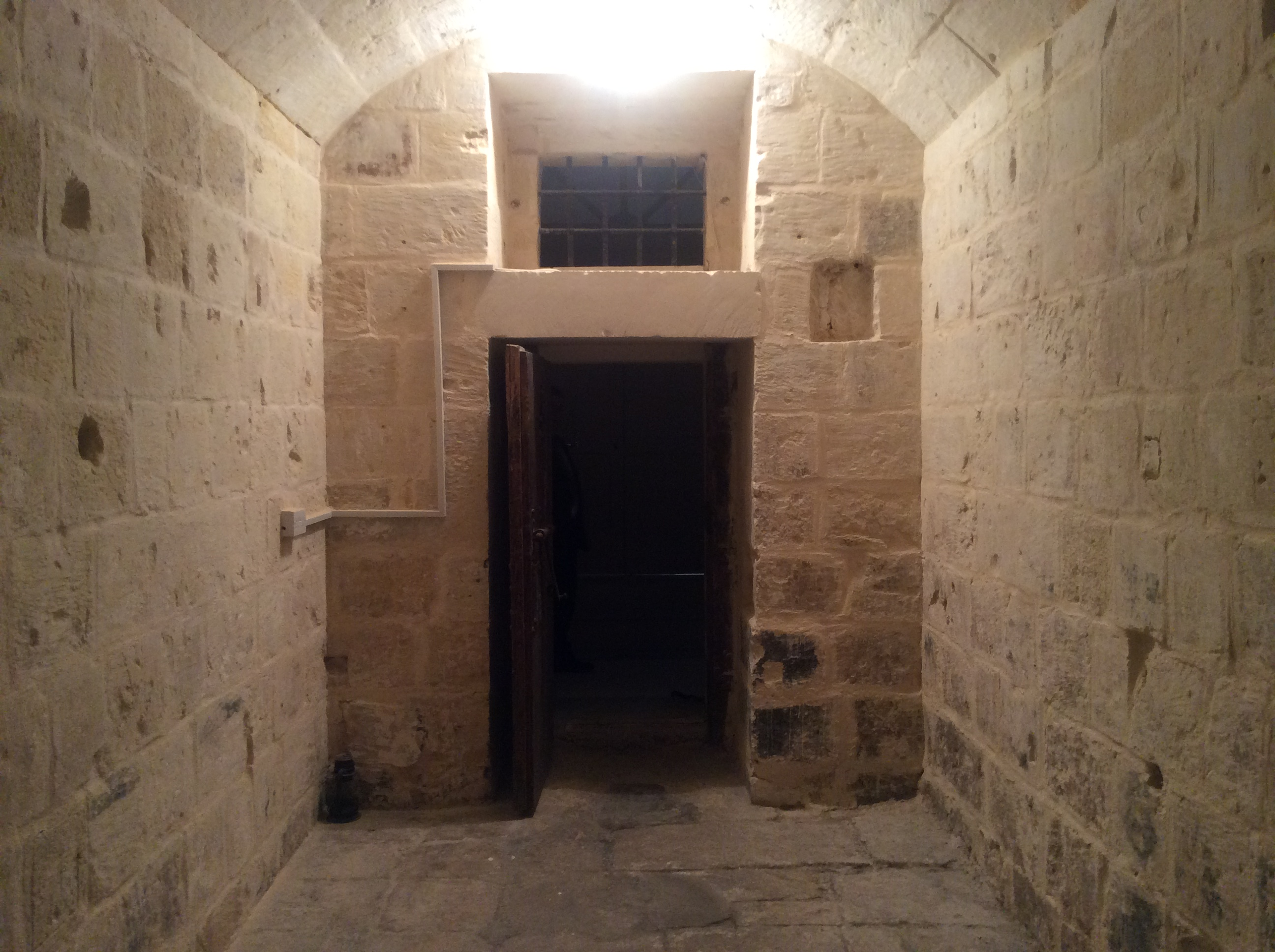
Тюремна камера в Кастелланії

Крім будівлі суду, Кастелланія також служила в'язницею, де ув'язнювали підозрюваних і засуджених. Вхід до колишньої в'язниці з вулиці Сент-Джон, відома як вулиця в'язнів (Triq il-Kalzrati) або вулиця повішаних (Triq il-Ganc).
Під час магістратури Ордену Святого Іоанна тут утримували політичних в'язнів.

## Архітектура
У Валлетті престижні будівлі, такі як Кастелланія, зазвичай використовуються як міністерства. Castellania вважається культовою будівлею мальтійської архітектури. Це історична та архітектурна пам'ятка Валлетти, міста, що входить до списку Всесвітньої спадщини. Пишно декорована будівля відрізняється від інших довколишніх будівель.

### Екстер'єр

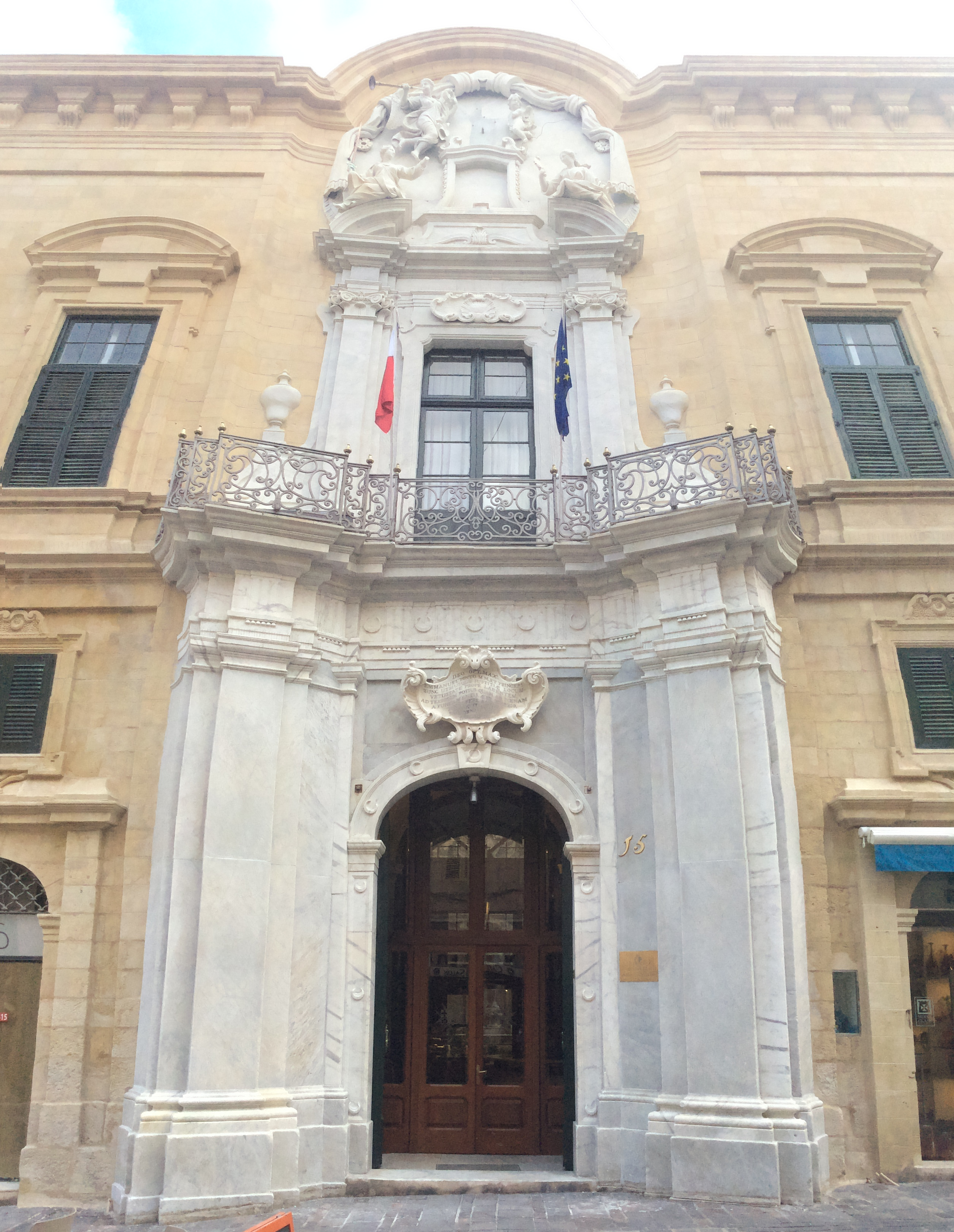
Декорований мармуровий центральний вхід

Кастелланія вважається шедевром архітектури, спроектованим великим магістром Пінто, будучи найоригінальнішим світським архітектурним стилем високого бароко і реліквією раннього модерного періоду в часи ордена Святого Іоанна. Він двоповерховий, побудований з трьох сторін пропорційного внутрішнього двору в центрі. Ще один невеликий внутрішній двір знаходиться позаду, який має надавати більше природного світла ззаду. Хоча будівля має асиметричний план, головний фасад на Торговій вулиці симетричний. Дизайн помітно включає розкішні краї, поширені на зовнішній частині.
Головний фасад включає характерний портал із симетричним потрійними увігнутими і згрупованими пілястрами, риси яких типові для сицилійського бароко.  Над портиком є карниз і балкон із залізними поручнями, який виходить у колишній кримінальний зал. Геральдичні півмісяці з герба Пінто прикрашають головний портал, а під балконом знайдено картуш із написом.

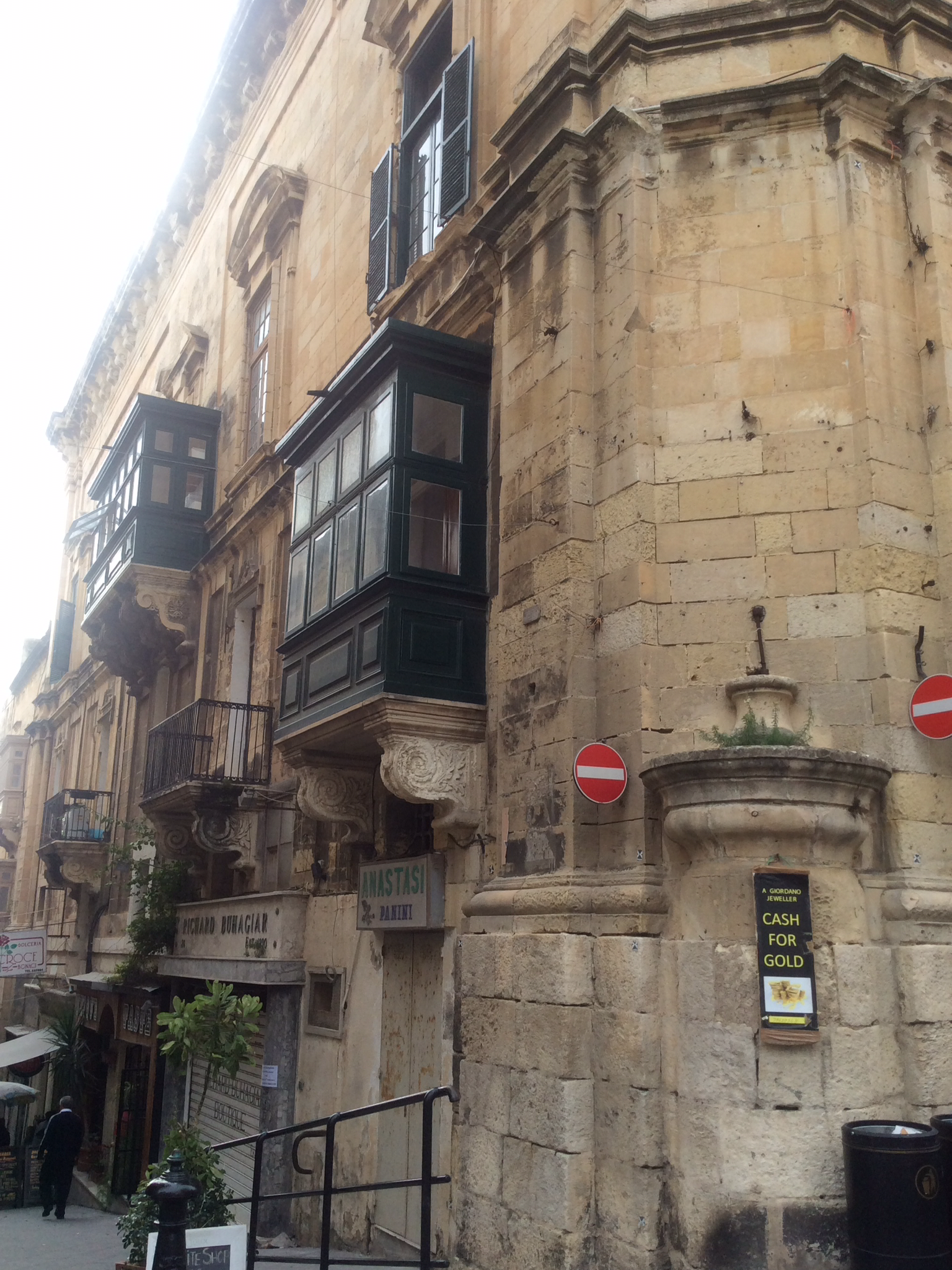
Бічний фасад, що виходить на вулицю Св. Іоанна

Балкон увінчаний нішею, що складається з алегоричних фігур Справедливості та Істини.
Порожні місця між цими фігурами містили бюст і герб Пінто, але вони були видалені під час французької окупації Мальти або на початку 19 століття. Невідомо, як виглядав бюст Пінто, однак, можливо, він був або скульптурним, подібним до бюсту на фасаді Оберж-де-Кастій.
Перший поверх на Торговій вулиці був спроектований таким чином, щоб розмістити вісім магазинів, по чотири з кожного боку головного входу. Цей нижній фасад розділений на вісім залів, по одному для кожного магазину, контрастує з верхнім фасадом. Кожна крамниця має з'єднану кімнату нагорі, до якої можна піднятися по індивідуальних гвинтових сходах, яка була призначена як дім для власників.

### Інтер'єр

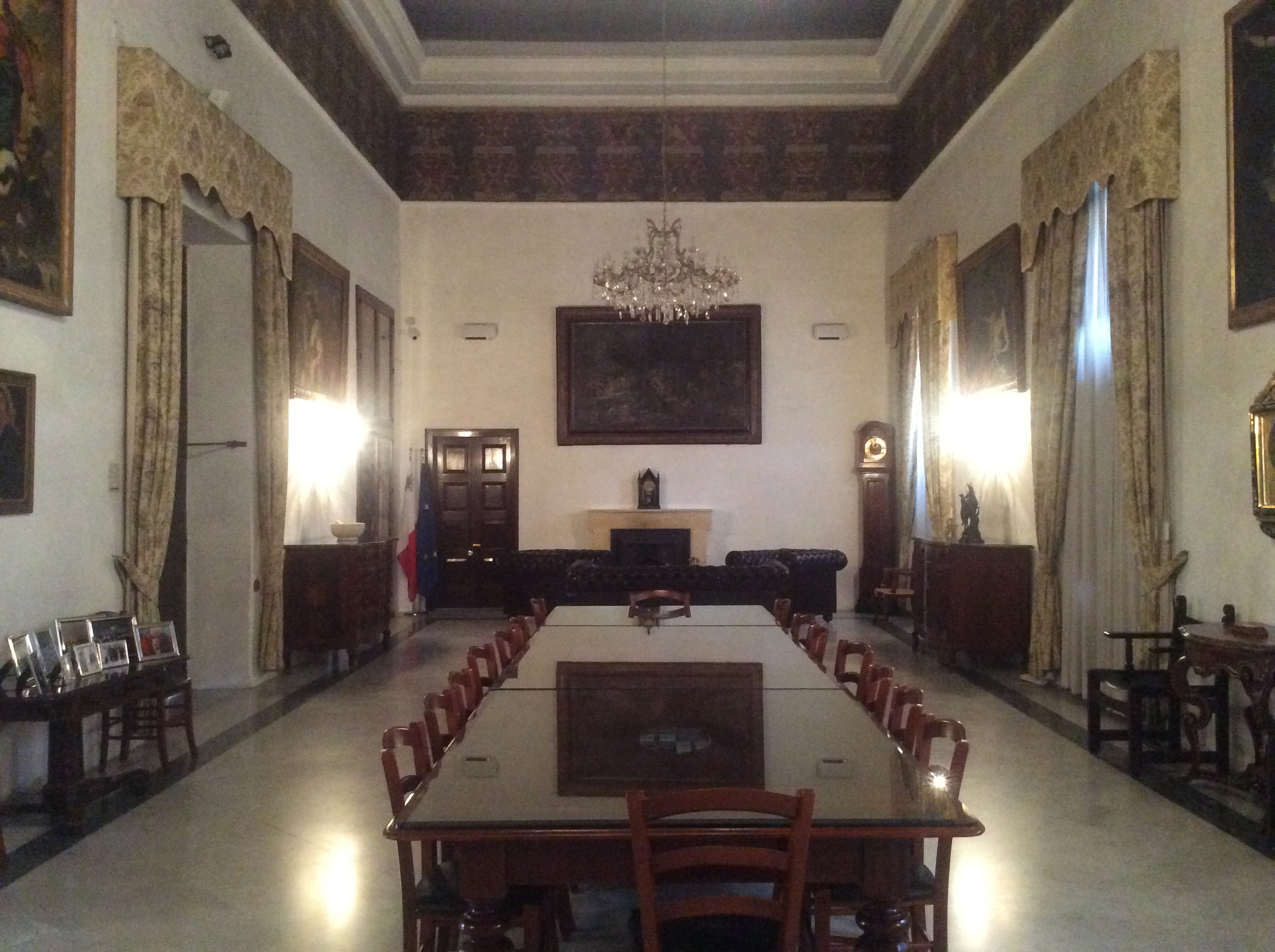
Колишній кримінальний суд, спочатку відомий як Aula Criminale della Gran Corte della Castellania.

Інтер'єр Кастелланії містить офіси, судові зали, каплицю та тюремні камери. Велика алегорична статуя, що представляє Леді Справедливість або Астрею із зав'язаними очима та тримає ваги, стоїть на сходах, які ведуть до колишніх залів суду.  Статуя стоїть на постаменті, а її скульптор невідомий.
Найбільш прикрашена кімната в будівлі — це Sala Nobile (Шляхетний зал) на першому поверсі, яка спочатку була залою суду і яка зараз використовується як кімната для зустрічей.

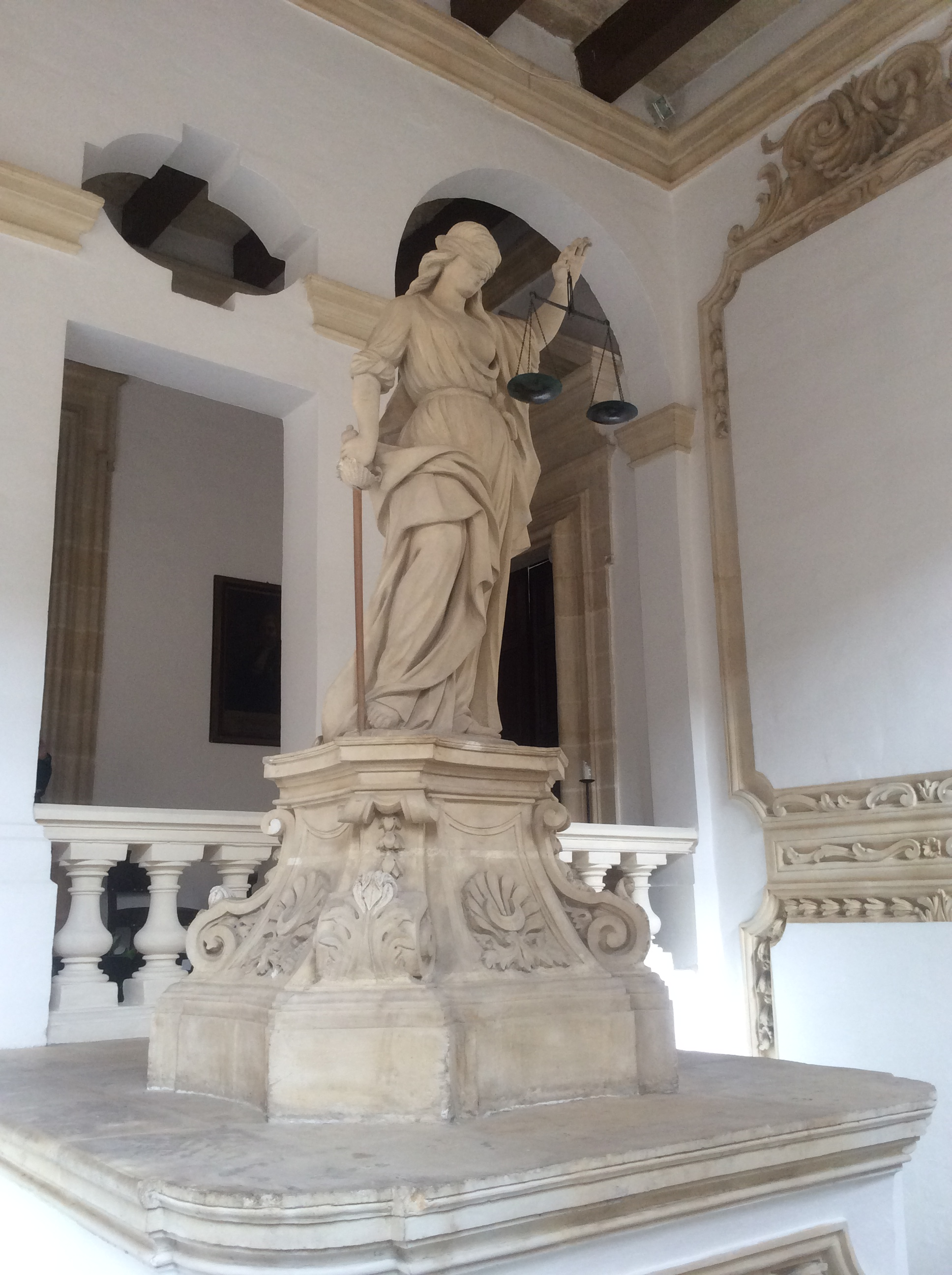
Статуя Юстиції в Кастеланії

У Кастелланії є кілька тюремних камер. У цих камерах зазвичай містилися ув'язнені, яким доводилося відбувати коротке покарання менше восьми днів як правило, через несплачену оренду або накопичені борги. У деяких випадках людей ув'язнювали за недотримання релігійних норм, наприклад за вживання м'яса в заборонені дні. Ув'язнених із більш тривалим строком покарання зазвичай відправляли до інших в'язниць, як правило, до В'язниці рабів, або їх відправляли на галери.
Будівля має прямий прохід до бомбосховища часів Другої світової війни з невеликої кімнати на невеликому подвір'ї, розкопаному на початку 20 століття.

### Пам'ятні монети
La Castellania була зображена на двох пам'ятних монетах, викарбуваних у 2009 році Центральним банком Мальти. На реверсі монет зображено частину фасаду будівлі та герб Мальти на аверсі.